# Bien de interés cultural (Colombia)

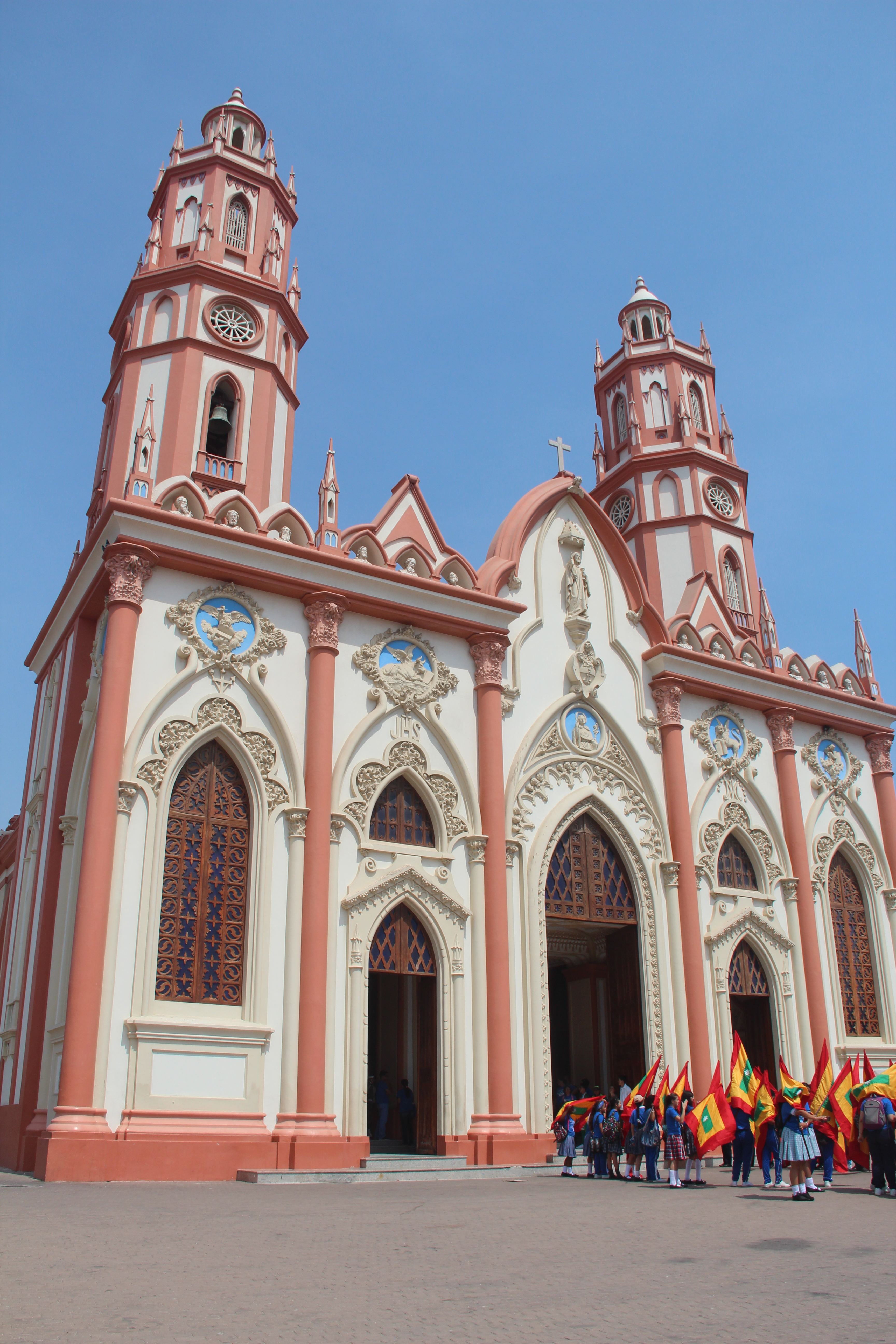
Iglesia de San Nicolás de Tolentino (Barranquilla-Colombia) BIC Nacional, Resolución 1166 del 29 de agosto de 2005.

Un bien de interés cultural (BIC) en Colombia es un bien material mueble o inmueble al que se le atribuye un especial interés histórico, artístico, científico, estético o simbólico en diversos ámbitos como el plástico, arquitectónico, urbano, arqueológico, lingüístico, sonoro, musical, audiovisual, fílmico, testimonial, documental, literario entre otros. La declaratoria de un bien como un Bien de Interés Cultural se encuentra reglamentado por las leyes 1185 de 2008 y 397 de 1997 de la República de Colombia y podría tratar un bien en particular, o una determinada colección o un conjunto de bienes los cuales deben ser conservados como una unidad indivisible.
Los bienes de interés cultural pueden ser de diferentes ámbitos: nacional, departamental, distrital, municipal o de los territorios indígenas o de las comunidades negras. Entre estos se incluyen monumentos, áreas de conservación histórica, arqueológica o arquitectónica, conjuntos históricos entre otras denominaciones que tengan algún tipo de declaratoria de un régimen especial previo. En estos casos la propiedad de estos bienes puede ser tanto de la Nación, o a entes públicos o privados y tanto personas naturales como jurídicas. En el caso de bienes arqueológicos estos cuentan con un régimen especial de protección en el cual la propiedad patrimonial sobre los mismos es de la Nación y son inalienables, imprescriptibles e inembargables.

## Marco legal

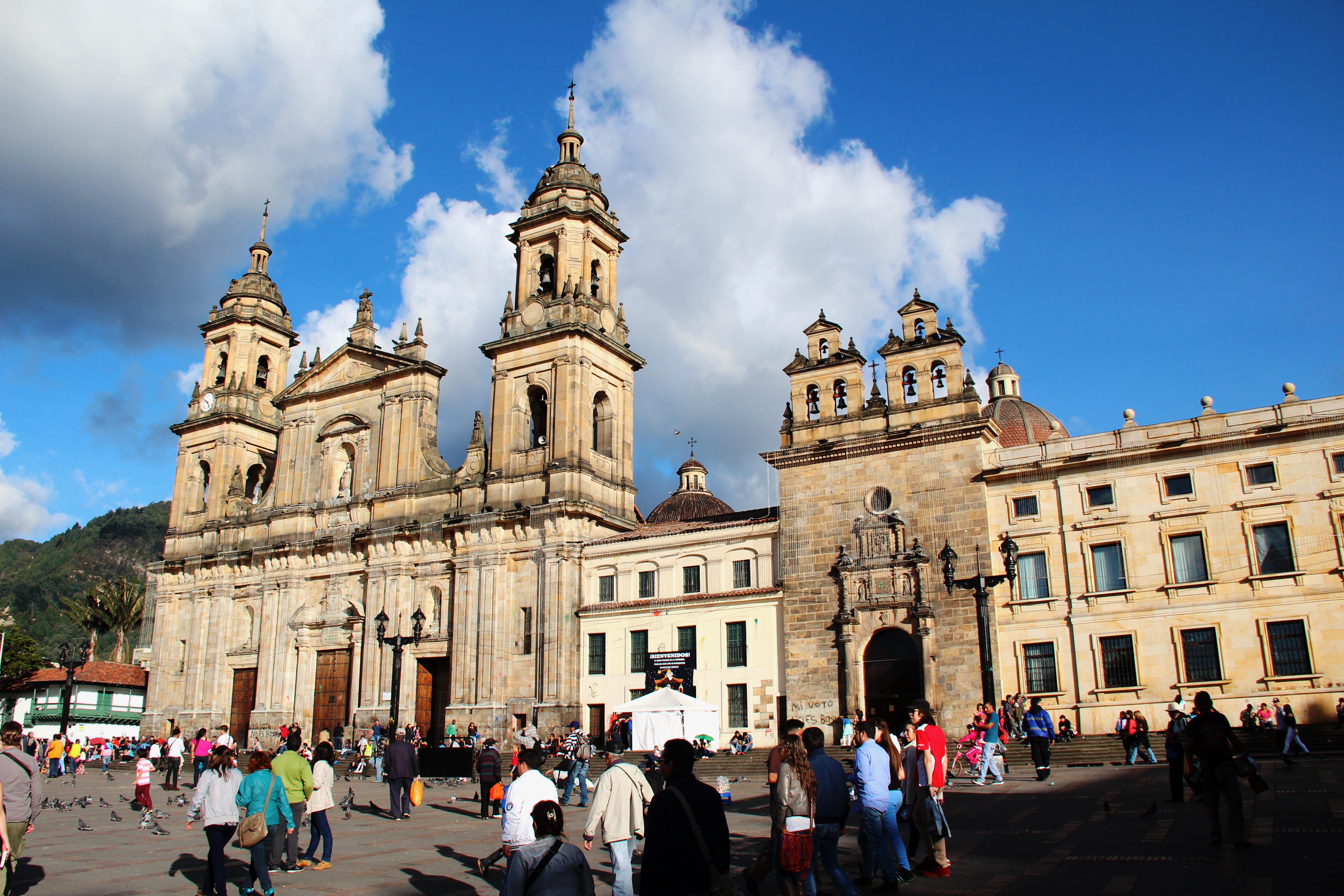
Catedral primada de Bogotá y Plaza de Bolívar (Bogotá). Decreto 1584 de 11 de agosto de 1975 y Resolución 191 de 1 de enero de 2005.

De acuerdo con la Constitución Política de Colombia de 1991 en el Artículo 72 se afirma que «El patrimonio cultural de la Nación está bajo la protección del Estado. El patrimonio arqueológico y otros bienes culturales que conforman la identidad nacional, pertenecen a la Nación y son inalienables, inembargables e imprescriptibles». Estos artículos han sido desarrollados a través de varias leyes y decretos posteriores entre los cuales se destaca la Ley 397 de 1997 y la Ley 1185 de 2008 que modifica y adiciona algunos elementos a la primera.
El patrimonio cultural de la Nación, de acuerdo con la Ley 1185 de 2008, está constituido por: «todos los bienes materiales, las manifestaciones inmateriales, los productos y las representaciones de la cultura que son expresión de la nacionalidad colombiana, tales como la lengua castellana, las lenguas y dialectos de las comunidades indígenas, negras y creoles, la tradición, el conocimiento ancestral, el paisaje cultural, las costumbres y los hábitos, así como los bienes materiales de naturaleza mueble e inmueble a los que se les atribuye, entre otros, especial interés histórico, artístico, científico, estético o simbólico en ámbitos como el plático, arquitectónico, urbano, arqueológico, lingüístico, sonoro, musical, audiovisual, fílmico, testimonial, documental, literario, bibliográfico museológico o antropológico».
Para que un bien material sea declarado como de interés cultural se debe producir un acto administrativo de acuerdo con el procedimiento descrito en la Ley 1185 de 2008 y la Ley 397 de 1997 por parte de la autoridad nacional o las autoridades territoriales, indígenas o de los consejos comunitarios de las comunidades afrodescendientes, a través del cual se establece si el bien queda bajo un Régimen Especial de Protección o de Salvaguardia.

### Sistema Nacional de Patrimonio Cultural de la Nación
El Sistema Nacional de Patrimonio Cultural de la Nación es el conjunto formado por entidades públicas del nivel nacional y territorial que ejercen competencias sobre el patrimonio cultural de la Nación, por los bienes del patrimonio cultural de la Nación, por los bienes de interés cultural y sus propietarios, usufructuarios a cualquier título y tenedores entre otros bajo la coordinación del Ministerio de Cultura. Se destacan entre las entidades que pertenecen al sistema las siguientes:
- Ministerio de Cultura.
- Instituto Colombiano de Antropología e Historia.
- Archivo General de la Nación.
- Instituto Caro y Cuervo.
- Consejo Nacional de Patrimonio Cultural.
- Consejos Departamentales y Distritales de Patrimonio Cultural.

### Consejo Nacional de Patrimonio y Cultura
El Consejo Nacional de Patrimonio y Cultura es una entidad pública encargada de asesorar al Gobierno Nacional para salvaguardar, proteger y el manejo del patrimonio cultural de la Nación. Este consejo se encuentra conformado por:
- El ministro de cultura o su delegado.
- El ministro de comercio, industria y turismo o su delegado.
- El ministro de ambiente y desarrollo sostenible o su delegado. (Antes Ministerio de Ambiente, Vivienda y Desarrollo Territorial)
- El decano de la Facultad de Artes de la Universidad Nacional de Colombia o su delegado.
- El presidente de la Academia Colombiana de Historia o su delegado.
- El presidente de la Academia Colombiana de la Lengua o su delegado.
- El presidente de la Sociedad Colombiana de Arquitectos o su delegado.
- Un representante de las Universidades que tengan departamentos encargados del estudio del patrimonio cultural.
- Tres expertos en el ámbito del patrimonio cultural designados por el Ministerio de Cultura.
- El director del Instituto Colombiano de Antropología e Historia o su delegado.
- El director del Instituto Caro y Cuervo.
- El director de Patrimonio del Ministerio de Cultura

### Consejos departamentales y distritales de patrimonio cultural
Cada uno de los 32 departamentos de Colombia cuenta con un Consejo Departamental de Patrimonio Cultural encargado de los bienes del ámbito departamental, municipal, territorios indígenas y de las comunidades negras de manera análoga al Consejo Nacional de Patrimonio y Cultura. De manera similar cada uno de los 6 distritos de Colombia cuenta con un Consejo Distrital de Patrimonio Cultural  análogo al Consejo Nacional de Patrimonio y Cultura y encargado de los bienes del ámbito distrital. En ambos casos cada consejo define de manera autónoma su composición según cada caso.

## Procediminento para la declaratoria de bienes de interés cultural

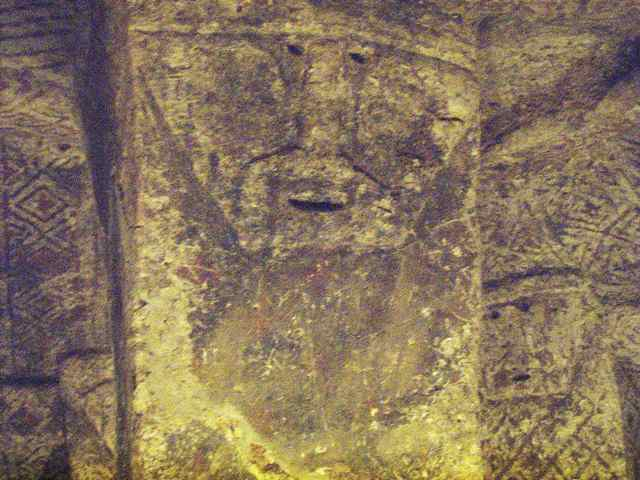
Estatua en Parque Arqueológico de Tierradentro. Decreto 774 de 26 de abril de 1993.

Según su competencia territorial el Consejo Nacional, o los consejos departamentales o distritales les corresponde la declaración y manejo de los bienes de interés cultural en cada ámbito aunque de manera coordinada entre los diferentes niveles afectados de acuerdo con el siguiente procedimiento:
1. Inclusión en la «Lista Indicativa de Candidatos a Bienes de Interés Cultural» de la autoridad competente del ámbito.
2. Definición de la necesidad de un «Plan Especial de Manejo y Protección - PEMP» para el bien.
3. Emisión del concepto sobre la declaratoria y el «Plan Especial de Manejo y Protección - PEMP» por parte del consejo respectivo (nacional, departamental o distrital).
4. Si el concepto anterior es favorable, la autoridad efectuará la declaratoria mediante un acto administrativo y aprobará el «Plan Especial de Manejo y Protección - PEMP».

## Clasificación de bienes de interés cultural

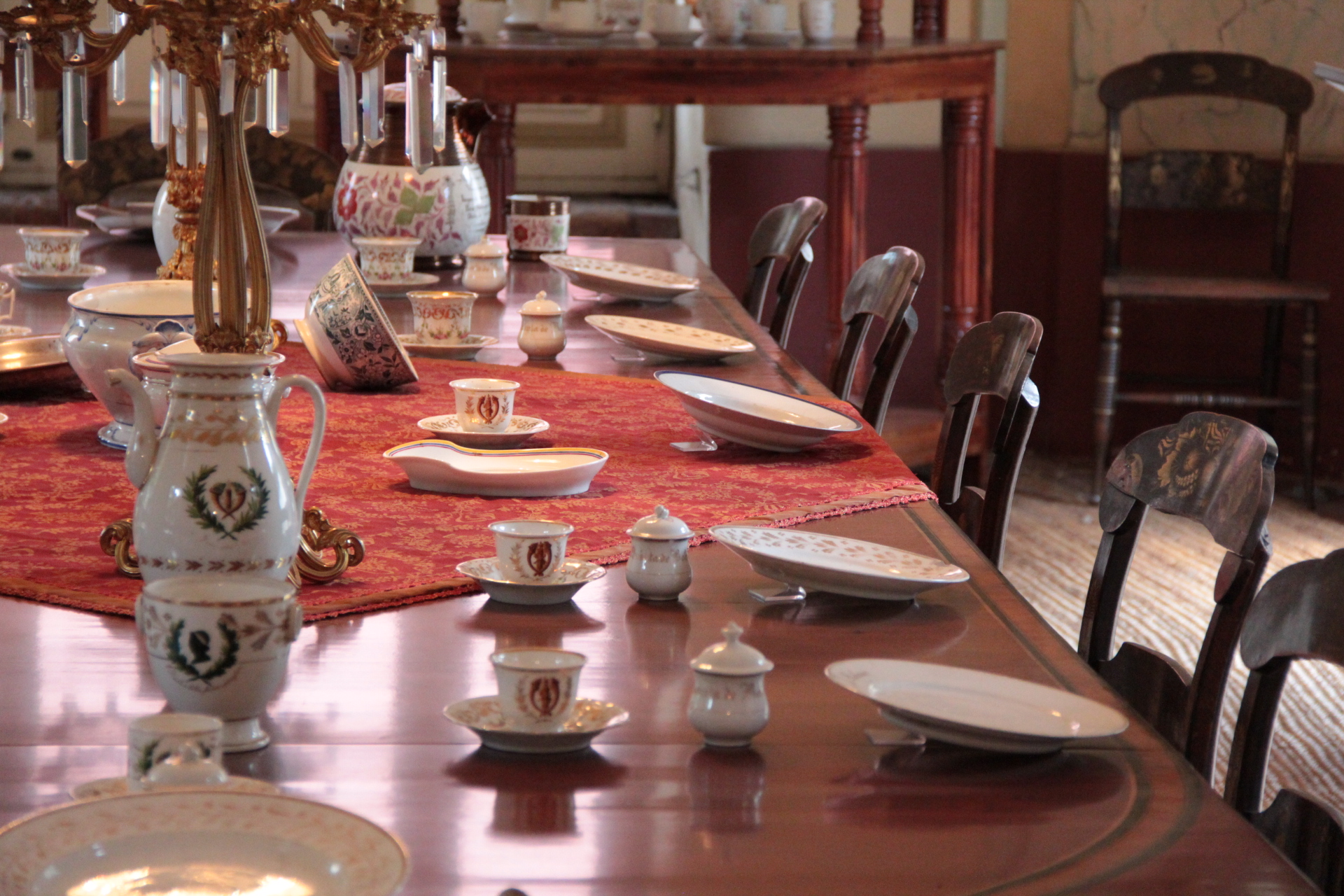
Comedor Quinta de Bolívar (Bogotá). Decreto 1584 de 11 de agosto de 1975.

### Bienes de interés cultural del ámbito nacional
Son los bienes declarados como BIC NACIONAL por el Ministerio de Cultura de acuerdo con la Ley 397 de 1997 y previo concepto del Consejo de Monumentos Nacionales.

### Bienes de interés cultural del ámbito departamental
Las entidades territoriales municipales, distritales y departamentales a través de las alcaldías municipales, gobernaciones y territorios indígenas presentaran las declaraciones.

### Bienes de interés cultural del ámbito distrital
Son los bienes declarados como BIC DISTRITAL por las autoridades locales distritales, de acuerdo con la normatividad especiífica de cada Distrito.

#### Distrito Capital
En la ciudad de Bogotá, Distrito Capital el Decreto 190 de 2004, establece que el Departamento Administrativo de Planeación Distrital (DAPD) es el responsable de la declaración de aquellos bienes de interés cultural que lo ameriten.